# Trolejbusy w Czycie
Trolejbusy w Czycie – system trolejbusowy funkcjonujący w mieście Czyta, stolicy Kraju Zabajkalskiego w Rosji. Został uruchomiony 30 grudnia 1970 r. Operatorem jest przedsiębiorstwo Trollejbusnoje uprawlenije.

## Linie
Według stanu z września 2020 r. w Czelabińsku kursowały 4 linie trolejbusowe.
| Linia | Trasa                     |
| ----- | ------------------------- |
| 1     | Diepo ↔ Dorożnaja bolnica |
| 2     | Sibwo ↔ TRZ               |
| 3     | Sosnowyj Bor ↔ TRZ        |
| 6     | Diepo ↔ Sosnowyj Bor      |

## Tabor
Stan z 5 września 2020 r.
| Zdjęcie        | Typ            | Eksploatacja od | Liczba |
| -------------- | -------------- | --------------- | ------ |
|                | ZiU-682G       | 1998            | 55     |
|                | Trolza-5275    | 2018            | 27     |
|                | WMZ-5298       | 2018            | 10     |
| Łączna liczba: | Łączna liczba: | Łączna liczba:  | 92     |